# Nazionale maschile di pallacanestro del Madagascar
La nazionale di pallacanestro del Madagascar è la rappresentativa cestistica del Madagascar ed è posta sotto l'egida della Federazione cestistica del Madagascar.

## Piazzamenti

### Campionati africani
- 1972 - 9°
- 2003 - 12°
- 2011 - 13°

## Formazioni

### Campionati africani
Campionato africano maschile di pallacanestro 2003Zefihita, Rakotomalala, Rafalimanana, Tsaboto, Ibrahim, Heidi, Saotra, Kilibo, Andriamora, Djianfary, Eugene, All. Olivier Ratsimisao
Campionato africano maschile di pallacanestro 20114 Rakotondrasolo, 5 Andrianjafy, 6 Ramsdell, 7 Razafimahasahy, 8 Rakotoarisoa, 9 Andrianiombonana, 10 Rabekoto, 11 Velondrisiky, 12 Kilobo, 13 Milisen, 14 Djianfary, 15 Zayad,        All. Ángel Manzano Polo

## Nazionali giovanili
- Nazionale Under-18
- Nazionale Under-16